# USS Dolphin (AGSS-555)
USS Dolphin (AGSS-555) byla ponorka námořnictva Spojených států amerických sloužící k oceánografickému výzkumu ve velkých hloubkách a k vývoji a zkouškám nových technologií (např. senzory, zbraně, komunikační systémy). Byla v pořadí sedmou lodí tohoto jména. Byla poslední provozovanou americkou ponorkou s konvenčním pohonem (vyjma miniponorek). V operační službě byla v letech 1968–2006. Plavidlo drží několik primátů, např. v hloubce ponoru konvenční ponorky (3000 stp). Během služby uskutečnilo celkem 1560 ponorů. Po svém vyřazení bylo vystaveno jako muzejní loď v námořním muzeu v San Diegu.

## Stavba

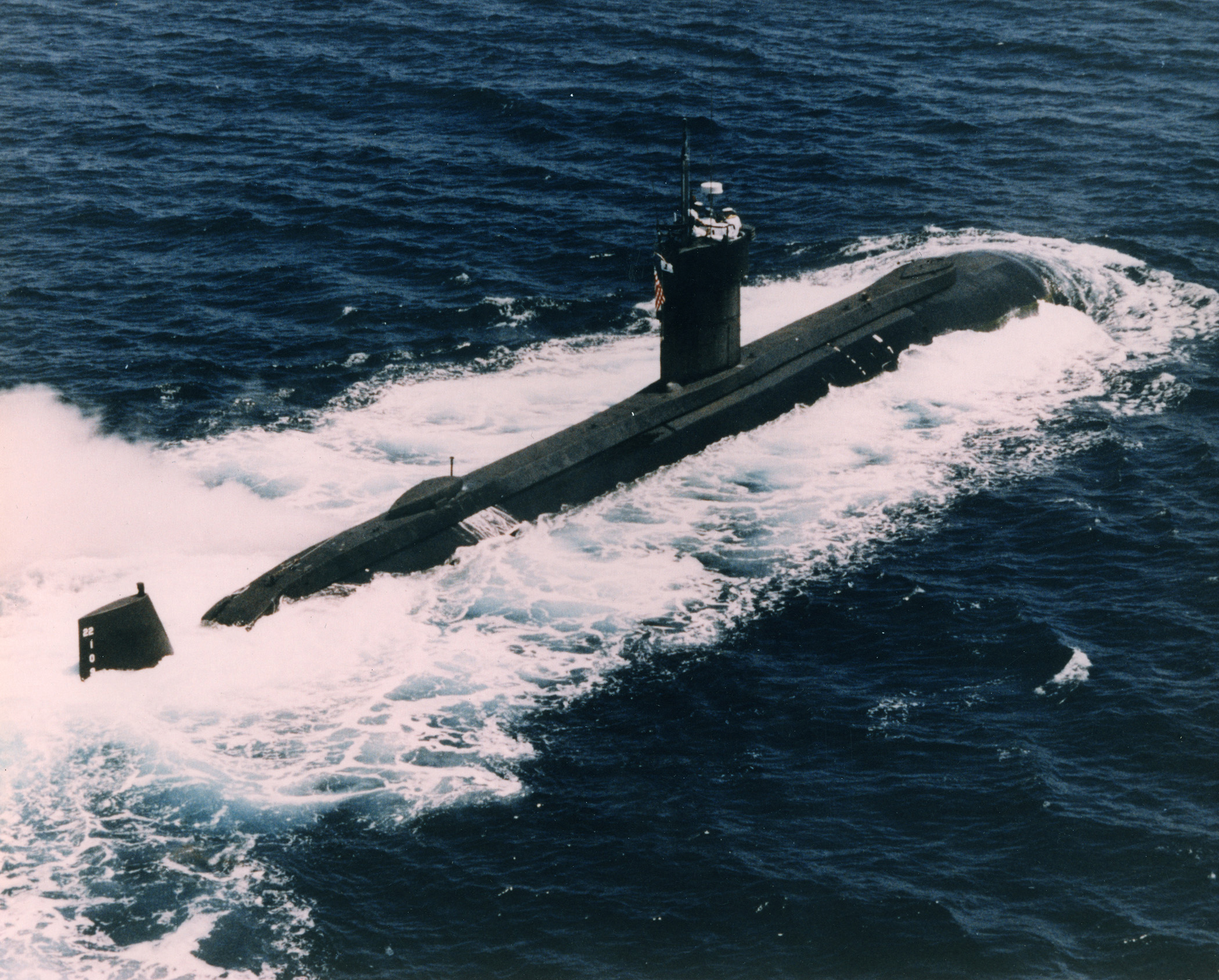
USS Dolphin

Ponorku postavila americká loděnice Portsmouth Naval Shipyard v Kittery ve státě Maine. Objednána byla roku 1960. Stavba byla zahájena 9. listopadu 1962, trup byl na vodu spuštěn 6. srpna 1968 a hotová ponorka byla uvedena do služby 17. srpna 1968. Její domovskou základnou bylo San Diego.

## Konstrukce

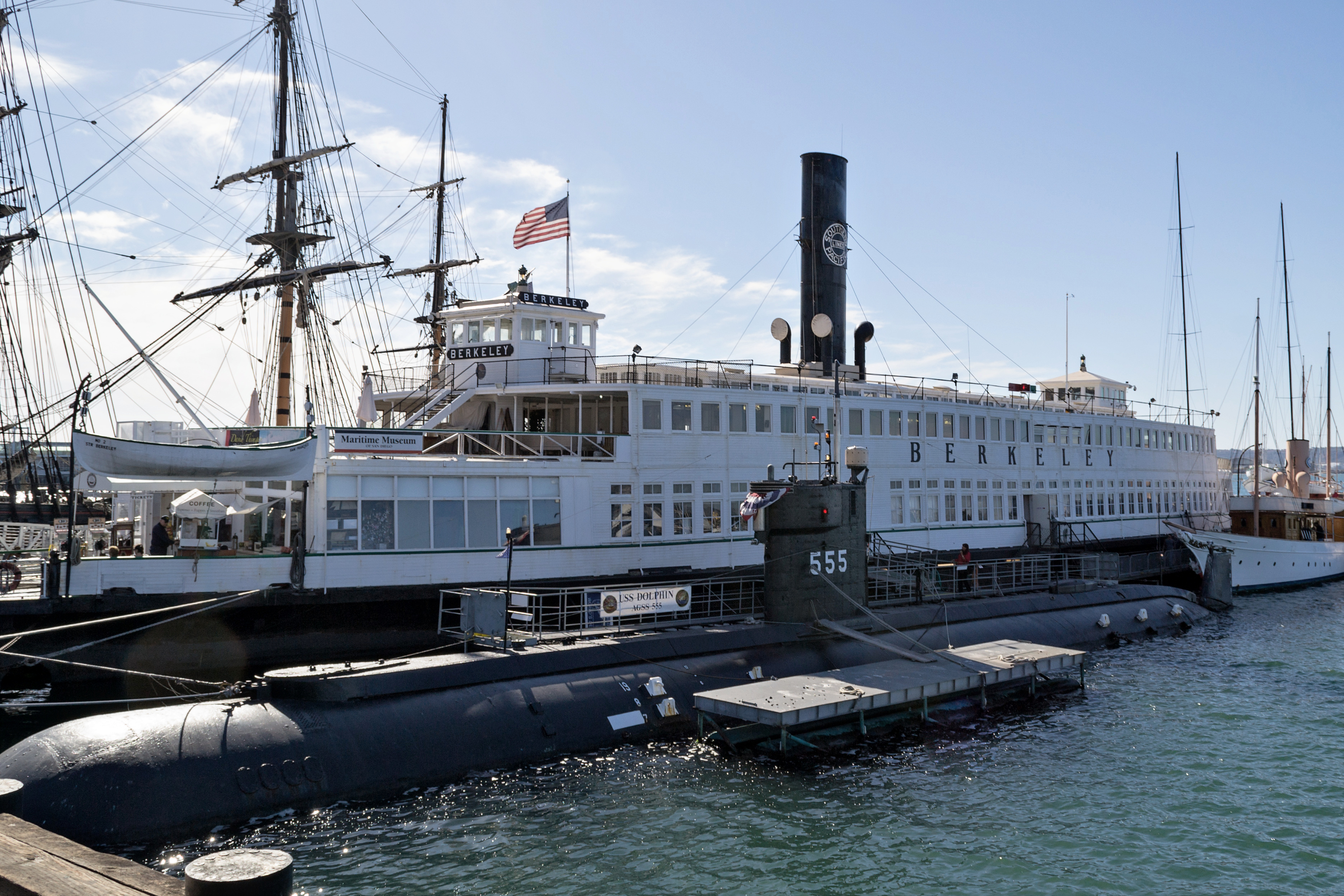
USS Dolphin jako muzejní loď

Posádku ponorky tvořili tři důstojníci, 18 námořníků a čtyři vědci. Ponorka unesla až 12 tun různého vědeckého zařízení. Po dokončení byla vyzbrojena jedním 533mm torpédometem, demontovaným roku 1970. Pohonný systém tvořily dva dieselgenerátory General Motors V71 12V, každý o výkonu 425 hp a dva elektromotory. Lodní šroub byl jeden. Ponorka dosahovala nejvyšší rychlosti 10 uzlů na hladině a 7,5 uzlu pod hladinou. Potopit se mohla do hloubky nejméně 3000 stop.

## Operační služba
Ponorku využívali jak vojenští, tak civilní výzkumníci. Část misí zůstala utajena. V listopadu Dolphin pokořil rekord v hloubce ponoru ponorky válečného námořnictva. V srpnu 1969 ponorka dosáhla další rekord odpálením torpéda v největší hloubce. Ponorka také získala prvenství v navázání oboustranné optické komunikace mezi ponorkou a letadlem (pomocí laseru).
Úspěšný provoz ponorky v květnu 2002 přerušila nehoda. Dne 21. května 2002 ponorka cca 100 mil od San Diega prováděla zkoušky akustických torpéd, během kterých do ní pronikla mořská voda, poškodila elektroinstalaci a způsobila požár. Moře bylo rozbouřené a ponorka tak nabrala přibližně 70–85 tun vody. Na nouzový signál zareagovala výzkumná loď MV William McGaw, která vzala na palubu posádku. Ponorku se podařilo odvléct do bezpečí, následně byla opravena a modernizována.

## Vyřazení

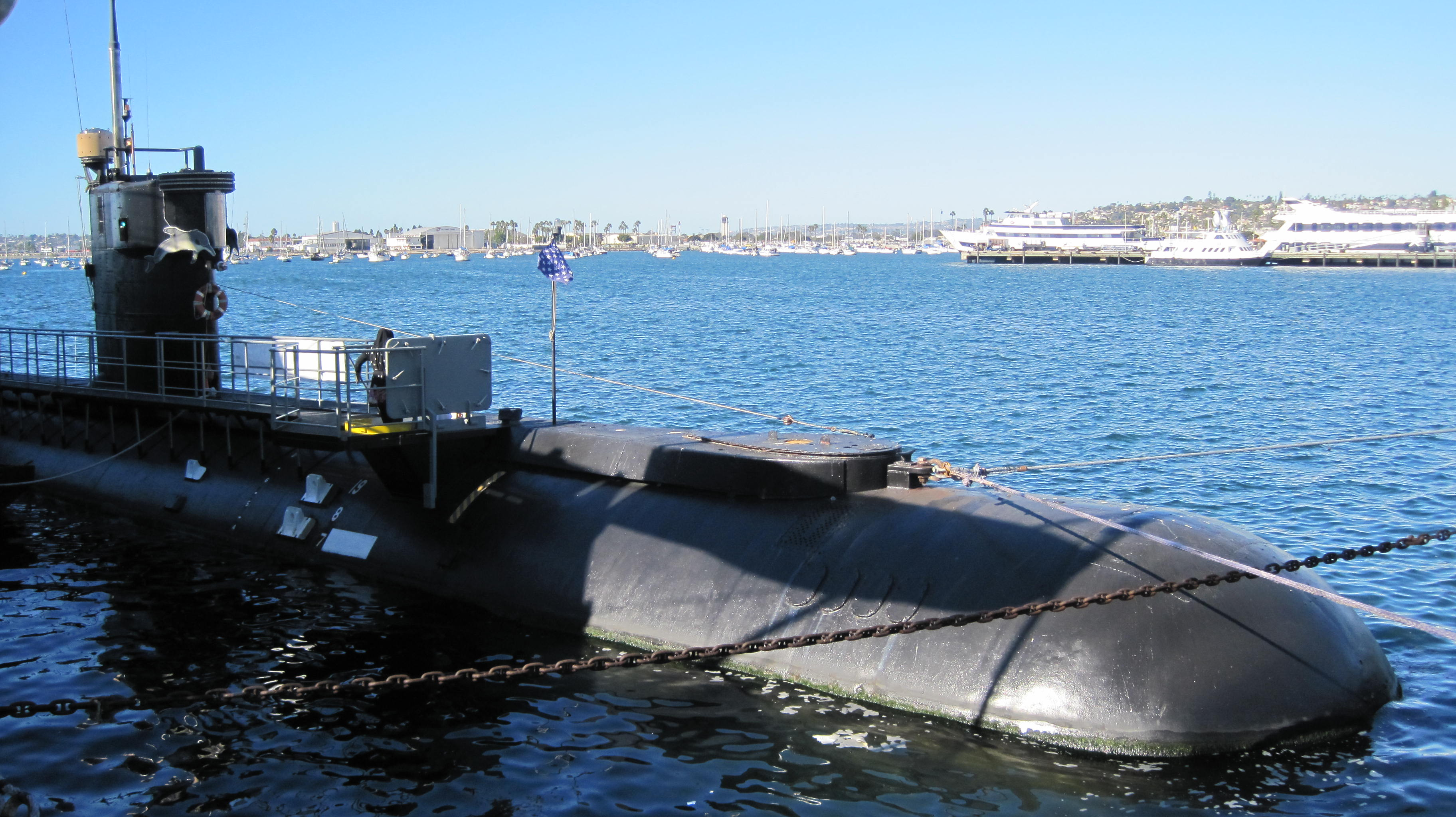
USS Dolphin jako muzejní loď

Ponorka byla ze služby vyřazena 22. září 2006 na námořní základně Point Loma. Z námořního registru byla vymazána 15. ledna 2007. Dnes slouží jako muzejní loď v San Diego Maritime Museum v San Diegu.